# 晶報 (深圳)
晶報是深圳報業集團旗下小報，于2001年8月1日创刊屬於民生新闻類刊物每日出版四开32版，2018年12月21日晶报APP上線後從2019年起紙版出刊日改為周5报，一周一次。
2001年正值WTO入會時代，深圳報業考量民生領域會隨之出現各種變化，一份民生類刊物贴近实际、贴近生活为报道宗旨將有市場，所以打出 “阳光媒体 非常新闻”的標語，借鑑民國初年的晶報之名推出本報。2003年初期以深圳市為主約有60萬份，後逐漸發行於东莞、惠州、广州。读者的平均年龄为31岁。